# Fratelli cristiani
I Fratelli Cristiani (in latino Congregatio Fratrum Christianorum, in inglese Congregation of Christian Brothers) sono un istituto religioso maschile di diritto pontificio: i membri di questa congregazione laicale pospongono al loro nome la sigla C.F.C.

## Storia
La comunità è stata fondata dal beato Edmund Ignatius Rice nel 1802, in Irlanda. Rice era un commerciante irlandese che nel 1785 sposò Mary Elliott, che, però, morì dopo appena quattro anni, nel 1789. Edmund si ritrovò padre di Mary, una bambina con problemi di salute, che preferì affidare alla sua sorellastra. All'età di quarant'anni, però, Edmund vive un profondo momento di conversione interiore e decide di occuparsi di nuovo della figlia e si trasferisce a Callan, dove apre una scuola gratuita per bambini poveri cattolici. In quegli anni i cattolici, per ricevere un'educazione religiosa, erano costretti ad iscriversi a scuole private, perché quelle pubbliche erano gestite dallo Stato inglese, chiaramente anglicano. L'attività di Edmund nei fatti era illegale, perché nel 1800 le leggi penali inglesi consideravano l'insegnamento della religione cattolica un atto sovversivo dell'unità del Regno Anglo-Irlandese.
Edmund iniziò la propria attività raccogliendo alcuni laici cristiani, riunendoli in una comunità e impegnandoli nell'assistenza materiale e spirituale ai bambini poveri. Edmund, per dare ospitalità alla propria comunità, riadattò un monastero, detto di Monte Sion, che venne inaugurato dal Vescovo del luogo nel 1803. Anche quest'atto, di fatto, era considerato dalla legge dell'epoca un'iniziativa sovversiva. Grazie all'aumento del numero di volontari, Edmud poté fondare altre due scuole: una a Carrick-on-Suir, nel 1806, e un'altra a Dungarvan, nel 1807. Nel 1808 il vescovo di Waterford riconobbe ufficialmente la nuova regola ispirata a quella scritta dal francescano Laurence Callanan per le Suore della Presentazione.
La comunità andò ben presto diffondendosi in varie diocesi irlandesi. Ciò determinò numerosi problemi organizzativi ed economici, al punto che Edmund ritenne necessario far assumere alla comunità una veste giuridica riconosciuta ufficialmente dalla Chiesa.
Il 5 settembre 1820 la Santa Sede approvò la comunità, trasformandola in un Istituto di Vita Consacrata di diritto pontificio. Alcuni componenti della comunità seguirono Edmund in questa nuova strada; altri, invece, non condividendo questa scelta, preferirono rimanere sacerdoti diocesani, senza quindi legarsi al nuovo Istituto. Nel 1825, venne aperta la prima scuola in Inghilterra, a Preston. Nel 1838 Edmund abbandonò la guida dell'Istituto e venne sostituito da fr. Michael Paul Riordan.

## Attività e diffusione
La Congregazione lavora oggi principalmente per l'evangelizzazione e l'educazione dei giovani, ma svolge anche altre attività, specialmente al servizio dei poveri e dei bisognosi.
Il loro arrivo in Italia si fa risalire al 1900: il papa Leone XIII, tramite il cardinal Domenico Maria Jacobini, chiese al superiore generale della congregazione di mandare una comunità a Roma.
A Roma la congregazione ha anche la sua casa generalizia. Al 31 dicembre 2005, la congregazione contava 1.337 religiosi in 349 case.